# Мараев, Павел Семёнович
Павел Семёнович Мараев (17 августа 1930 — 10 июня 2010) — передовик советского сельского хозяйства, звеньевой колхоза «Труженик» Минусинского района, Красноярский край, Герой Социалистического Труда (1949).

## Биография
Родился в 1930 году в селе Городок, ныне Минусинского района Красноярского края, в русской крестьянской семье.
Трудиться пошёл очень рано, в годы войны трудоустроился в местных колхоз "Труженик" в полеводческую бригаду по выращиванию пшеницы. Чуть позже возглавил её.
По итогам уборочной кампании 1948 года, звено Мараева достигло высоких результатов в производстве. Был получен урожай 30,2 центнера с гектара на площади 50 гектаров.
Указом Президиума Верховного Совета СССР от 21 февраля 1949 года за успехи в деле развития сельского хозяйства и получение высоких показателей по производству продуктов сельского хозяйства Павлу Семёновичу Мараеву было присвоено звание Героя Социалистического Труда с вручением ордена Ленина и медали «Серп и Молот».
Став героем Социалистического Труда в 18 лет, Мараев был призван в ряды Советской Армии в 1948 году. Командиры и сослуживцы были удивлены столь раним заслугам человека. В 1954 году, демобилизовавшись, вернулся в родные края работать механизатором в Щетинкинской МТС.
В 1956 году переехал на постоянное место жительство в Хакасию.
19 октября 2007 года принимал участие в торжественных мероприятиях в городе Москве, посвящённых 80-летию учреждения звания "Герой Труда". 
Жил в городе Абакане. Умер 10 июня 2010 года.  

## Награды
За трудовые заслуги был удостоен:
- золотая звезда «Серп и Молот» (21.02.1949)
- орден Ленина (21.02.1949)
- другие медали.